# Sainte-Anne-de-Sorel
Sainte-Anne-de-Sorel è un comune del Canada, situato nella provincia del Québec, nella regione di Montérégie.